# Станіслав Шестак
Станіслав Шестак (словац. Stanislav Šesták, нар. 16 грудня 1982, Дем'ята, Пряшівський край, Словаччина) — словацький футболіст, нападник угорського «Ференцвароша» та національної збірної Словаччини.

## Біографія

### Клубна кар'єра
Станіслав Шестак народився в українсько-русинській сім'ї. Розпочав свої футбольні кроки в місцевій команді села-обци Дем'ята, окреси Пряшівської. Згодом перейшов до найкращої команди краю «Татран» де вдало себе зарекомендував. Його запримітили словацькі футбольні скаути, тому заради професійного футболу він посеред сезону 2001—2002 перейшов до команди вище класом — столичного «Слована», за яку провів три сезони й зайняв 3-тє місце в словацькій лізі. А посеред сезону 2003—2004 він перейшов до «Жиліни» і в тому ж сезоні здобув «золоті» медалі Цорґонь ліги, а сезоном пізніше виборов ще й «срібло».
Саме в цей час він дебютував у національній команді та потрапив на замітку європейським футбольним функціонерам, особливо вражаючою була його результативність — 1 гол на два матчі. Згодом, він отримав кілька пропозицій продовжити кар'єру в Європі і за порадою фахівців він підписав контракт з прогресуючою командою «Бохум», у якій став лідером цієї команди Бундесліги.

### Збірна
Станіслав Шестак дебютував за національну команду 29 серпня 2004 року у відбірковому матчі супроти збірної Люксембургу. Учасник фінальної частини 19-го Чемпіонату світу з футболу 2010 в Південно-Африканський Республіці.